# Турунка

Турунка — река в России, протекает в Белохолуницком районе Кировской области. Устье реки находится в 838 км по левому берегу реки Вятка. Длина реки составляет 19 км.
Исток реки в урочище Булыга в 2 км к северо-востоку от села Прокопье (центр Прокопьевского сельского поселения) и в 16 км к северо-западу от города Белая Холуница. Река течёт на север, затем поворачивает на северо-запад. Притоки — Горивна (правый), Большая (левый). В среднем течении на правом берегу деревня Пашково (Всехсвятское сельское поселение). Впадает в Вятку у нежилой деревни Ларины.

## Данные водного реестра
По данным государственного водного реестра России относится к Камскому бассейновому округу, водохозяйственный участок реки — Вятка от истока до города Киров, без реки Чепца, речной подбассейн реки — Вятка. Речной бассейн реки — Кама.
По данным геоинформационной системы водохозяйственного районирования территории РФ, подготовленной Федеральным агентством водных ресурсов:
- Код водного объекта в государственном водном реестре — 10010300212111100031563,
- Код по гидрологической изученности (ГИ) — 111103156,
- Код бассейна — 10.01.03.002,
- Номер тома по ГИ — 11,
- Выпуск по ГИ — 1.